# Tharandt
Tharandt je město v německé spolkové zemi Sasko. Nachází se v zemském okrese Saské Švýcarsko-Východní Krušné hory a má přibližně 5 500 obyvatel.

## Geografie
Město leží v aglomeraci Drážďan. Významným vodním tokem je Wilde Weißeritz. Podél řeky prochází železniční trať Drážďany – Werdau.

## Historie
Nejstarší písemná zmínka o městě pochází z roku 1216, kdy je uváděn hradní správce „Boriwo (Bořivoj) de Tharant“. V roce 1999 se město Tharandt sloučilo s obcemi Kurort Hartha a Pohrsdorf.

## Správní členění
Tharandt se dělí na 7 místních částí.
- Fördergersdorf
- Grillenburg
- Großopitz
- Kurort Hartha
- Pohrsdorf
- Spechtshausen
- Tharandt

## Pamětihodnosti
- hrad Tharandt
- zámek Tharandt
- hradní kostel svatého Kříže
- poštovní milník z roku 1730

## Osobnosti
- Robert Bernhard (1862–1943) – lesník
- Hermann Krutzsch (1819–1896) – geolog, mineralog
- Emil Richard August von Oehlschlägel (1834–1895) – politik
- Karl Hermann Rudorf (1823–1880) – lesník
- Friedrich Maximilian Schober (1848–1914) – politik
- Gerhard Palitzsch (1913–1944) – nacista
- Otto Wienhaus (* 1937) – lesní inženýr a chemik